# Dommartin-la-Chaussée
Dommartin-la-Chaussée è un comune francese di 42 abitanti situato nel dipartimento della Meurthe e Mosella nella regione del Grand Est.

## Società

### Evoluzione demografica
Abitanti censiti